# ぎょしゃ座NO星
ぎょしゃ座NO星は、太陽から1900光年先に存在するS型の赤色超巨星若しくは輝巨星。この恒星はぎょしゃ座の中に位置しており、学名はNO Aurigae（略称はNO Aur）。質量は太陽の約5倍程度であるが、半径は太陽の約630倍。光度も太陽の75,000倍。6.05等と6.50等の間を変光するLC型の脈動変光星でもある。